# Trichocontoderopsis kaszabi
Trichocontoderopsis kaszabi är en skalbaggsart som beskrevs av Stefan von Breuning 1978. Trichocontoderopsis kaszabi ingår i släktet Trichocontoderopsis och familjen långhorningar. Inga underarter finns listade i Catalogue of Life.